# Milanka Karić
Milanka Karić, cyr. Миланка Карић (ur. 15 września 1957 w Peciu) – serbska polityk i przedsiębiorca, parlamentarzystka, kandydatka w wyborach prezydenckich. Żona przedsiębiorcy Bogoljuba Karicia.

## Życiorys
Absolwentka Wydziału Prawa Uniwersytetu w Niszu. Zawodowo związana z rodzinnym koncernem „Braća Karić”. Została prezesem fundacji Karić Fondacija i przewodniczącą rady założonego przez rodzinę prywatnego uniwersytetu.
W 2004 zaangażowała się w działalność polityczną, objęła funkcję wiceprezesa utworzonej przez małżonka partii pod nazwą Ruch Siła Serbii. W 2008 kandydowała w wyborach prezydenckich, otrzymując niespełna 1% głosów. W 2012 uzyskała mandat posłanki do Zgromadzenia Narodowego Republiki Serbii z ramienia koalicji skupionej wokół Serbskiej Partii Postępowej, w 2014 i 2016 skutecznie ubiegała się o reelekcję.